# Morena

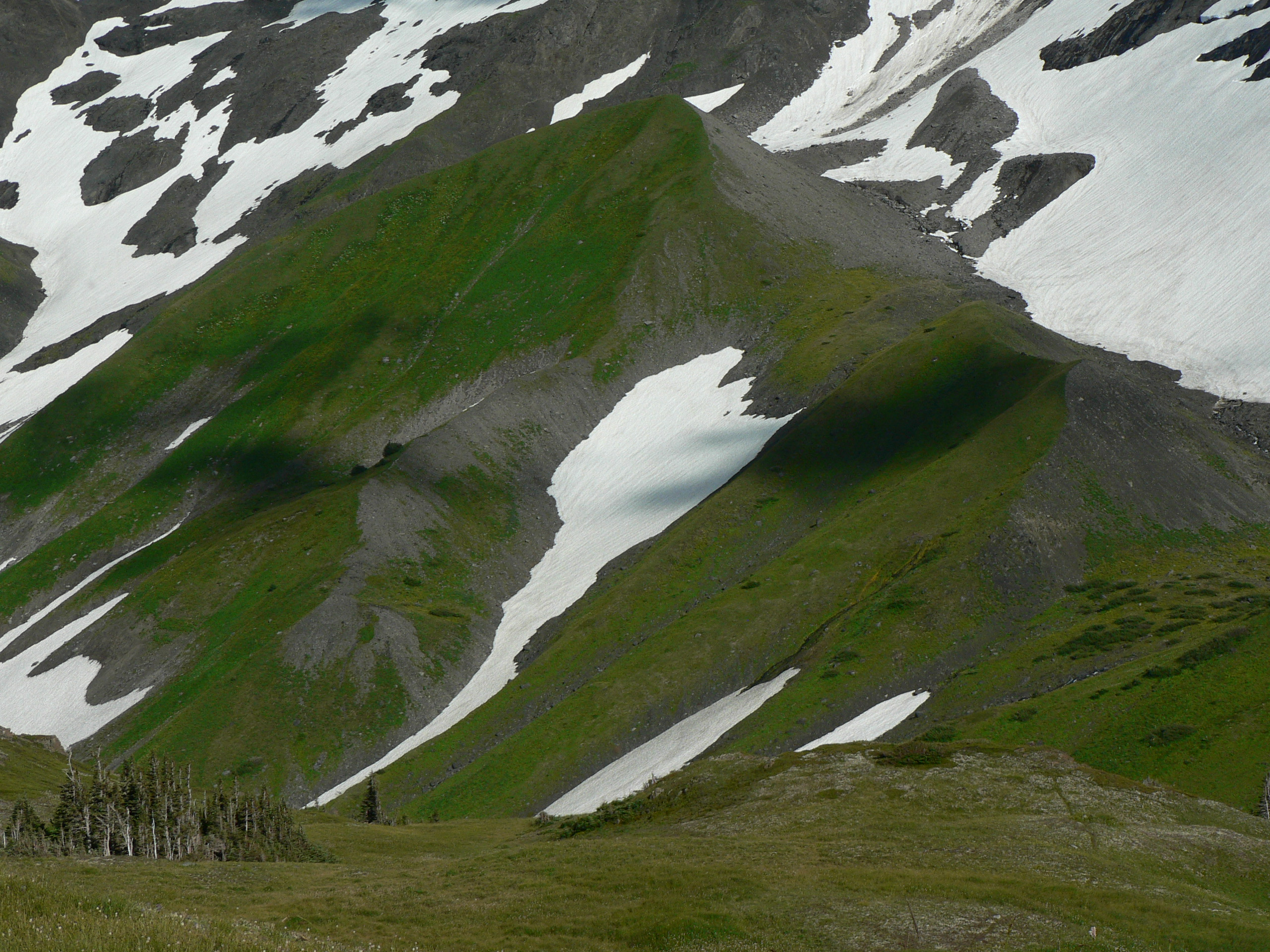
Morena

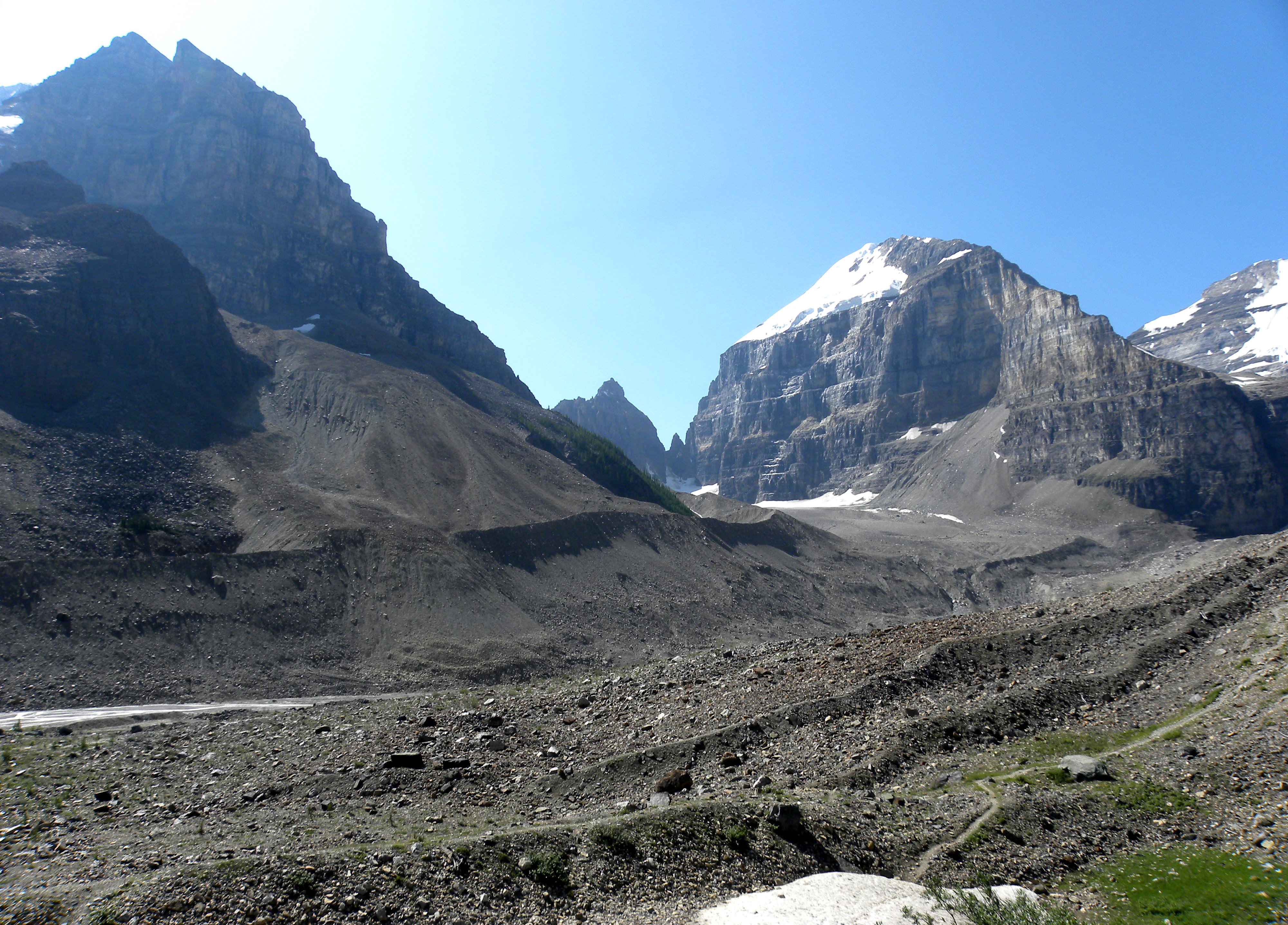
Morena

Morena – materiał skalny transportowany lub osadzony przez lodowiec lub lądolód.
Morena:

1. Wszelki materiał skalny składający się z przemieszanych frakcji różnej wielkości (bloki skalne, głazy, żwiry, piaski, pyły), gliny, transportowanych i osadzanych przez lodowiec, pochodzących głównie z niszczenia jego podłoża, ze zboczy wznoszących się ponad powierzchnię lodowca, jak również przynoszonych przez lawiny i wiatr.
2. Forma ukształtowania powierzchni Ziemi o charakterze akumulacyjnym – wzniesienie (różnego rodzaju pagórki, pagóry, wzgórza, ciągi wzgórz, wały itp.) utworzone z materiału skalnego osadzonego przez lodowiec lub przemieszczonego pod jego naciskiem.
Niektórzy naukowcy uważają, że nieprawidłowo rozszerza się znaczenie moreny do formy terenu powstałej z materiałów osadzonych przez lodowiec.

## Podstawowe typy moren
- morena ablacyjna
- morena boczna
- morena czołowa
- morena denna
- morena powierzchniowa
- morena środkowa
- morena wewnętrzna